# یلوگوی
یلوگوی (انگلیسی: Yeloguy) یک رودخانه در سرزمین کراسنویارسک کشور روسیه است.